# Сапелкин, Иван Фёдорович
Ива́н Фёдорович Сапелкин (4 декабря 1921 — 16 февраля 1993) — советский офицер, участник Великой Отечественной войны, комсорг батальона 797-го стрелкового полка 232-й стрелковой дивизии, Герой Советского Союза.

## Биография
Родился 4 декабря 1921 года в селе Верхний Туровец (ныне Покровского района Орловской области). Русский. Окончив среднюю школу, поступил в Борисоглебскую военную авиационную школу, которую окончил в 1940 году. Затем служил в одной из воинских парашютно-десантных частей.
В Великой Отечественной войне принимал участие с сентября 1941 года. Воевал на Сталинградском и Воронежском фронтах. Ранен 6 сентября 1942 года. Член ВКП(б) с 1943 года.
Комсорг батальона 797-го стрелкового полка 232-й стрелковой дивизии 50-го стрелкового корпуса гвардии старший лейтенант И. Ф. Сапелкин отличился при форсировании Днепра. В ночь на 3 октября 1943 года группа в 15 человек под командованием Ивана Сапелкина на лодках под огнём противника форсировала Днепр северо-западнее Киева. Группа с боем заняла участок немецкой траншеи. Затем в течение дня бойцы отразили 14 контратак, удерживая плацдарм. К вечеру в живых из всей группы осталось 9 человек, однако они стойко удерживали занятый плацдарм в течение 3 — 4 октября.
К исходу 4 октября в группе осталось в живых 5 человек, из них — двое раненых. Во время контратак немцами обороняемого участка, старший лейтенант Иван Сапелкин установленным сигналом трижды вызывал огонь на себя, лично отражая пулемётным огнём контратаки противника. Когда в одну из лодку, которая перевозила раненых на другой берег Днепра, попал снаряд, бросился вплавь и спас тяжелораненого красноармейца.
С 5 по 6 ноября в составе батальона участвовал в освобождении Киева.
Представлен к награждению званием Героя Советского Союза за форсирование Днепра и удержание плацдарма в течение двух суток до подхода основных частей. Указом Президиума Верховного Совета СССР «О присвоении звания Героя Советского Союза генералам, офицерскому, сержантскому и рядовому составу Красной Армии» от 10 января 1944 года за «образцовое выполнение боевых заданий командования на фронте борьбы с немецко-фашистскими захватчиками и проявленные при этом отвагу и геройство» с вручением ордена Ленина и медали «Золотая Звезда».
После увольнения запас в 1947 году в звании капитана приехал в Сталиногорск и долгие годы работал строителем в тресте «Новомосковскхимстрой». Умер 16 февраля 1993 года.

## Награды
- Медаль «Золотая Звезда» № 7572 Героя Советского Союза (10 января 1944);
- орден Ленина (10 января 1944);
- орден Отечественной войны II степени;
- медаль «За оборону Сталинграда»;
- медаль «За победу над Германией»;
- медаль «В память 800-летия Москвы».